# Johannes Gamans
Johannes Gamans (* 1606 in Ahrweiler; † 25. November 1684 in Aschaffenburg) war ein deutscher Historiker und Jesuit.

## Leben
Bekannt wurde Gamans durch seine Beschreibungen von Baudenkmälern und Kunstwerken, die er anhand von Urkunden, Inschriften und brieflichen Korrespondenzen sammelte. Überwiegend dokumentierte er die Geschichte der Stadt Mainz und die Geschichte des Bistums Mainz. Ab 1644 widmete er sich der Geschichte der Markgrafen von Baden. Er lieferte mehrere Beiträge zu den Acta sanctorum der Bollandisten.